# Piptadenia robusta
El hueso de pescado o Piptadenia robusta  es una especie de planta con flor leguminosa en la subfamilia de las Mimosoideae. Es originaria de Venezuela.

## Taxonomía
Piptadenia robusta fue descrita por Henri Pittier y publicado en Árboles y arbustos nuevos de Venezuela 6–8: 85. 1927.